# Système nerveux périphérique
Le système nerveux périphérique (SNP) est la partie du système nerveux formée des ganglions et des nerfs à l'extérieur du cerveau et de la moelle épinière. Sa fonction principale est de faire circuler l'information entre les organes et le système nerveux central (SNC). À l'inverse du SNC, le SNP n'est pas protégé par les os du crâne et de la colonne ; il n'est pas non plus recouvert par la barrière hémato-encéphalique qui assure l'isolation du SNC. Cette absence de défense laisse le SNP  beaucoup plus exposé aux lésions mécaniques et aux toxines. 
Le système nerveux périphérique comprend le système nerveux somatique et le système nerveux autonome. Les nerfs crâniens font également partie du SNP, à l'exception notable du nerf optique (nerf crânien no II) et de la rétine qui sont une extension du diencéphale.
Une des caractéristiques du SNP est la présence de cellule de Schwann qui myélinise une grande partie des axones périphériques ; alors que dans le SNC, ce sont les oligodendrocytes qui remplissent cette fonction.
Une affection du système nerveux périphérique provoque chez le malade un syndrome neurogène périphérique.

## Structure

### Nerfs crâniens
Dix des douze nerfs crâniens proviennent du tronc cérébral et contrôlent principalement les fonctions anatomiques de la tête, avec quelques exceptions. Les noyaux des nerfs I et II se situent dans le prosencéphale et le thalamus, respectivement, et ne sont donc pas considérés comme de vrais nerfs périphériques. Le nerf X reçoit les informations sensorielles viscérales du thorax et de l'abdomen. Le nerf XI est responsable de l'innervation des muscles sterno-cléido-mastoïdiens et des muscles trapèzes, muscles qui ne font pas vraiment partie de la tête .

### Nerfs spinaux
Les nerfs spinaux prennent leurs origines au niveau de la moelle épinière. Ils contrôlent le reste du corps. Chez l'homme, il existe 31 paires de nerfs spinaux : 8 cervicaux, 12 thoraciques, 5 lombaires, 5 sacrés et 1 au niveau du coccyx. 

## Système nerveux somatique

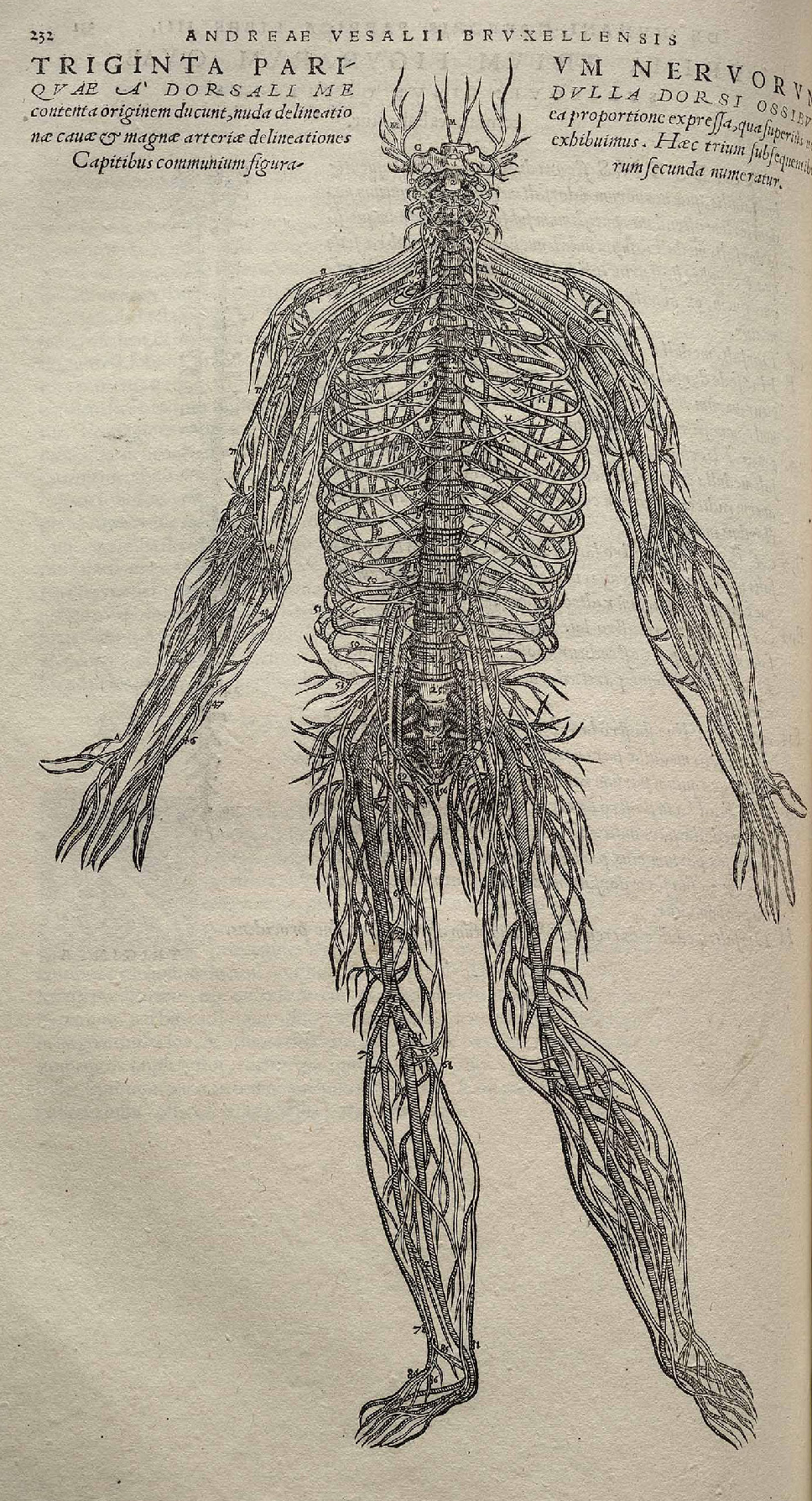
Dessin du système nerveux périphérique réalisé par André Vésale (1543).

Il transmet les informations sensorielles de la peau, des muscles et des articulations via le système sensoriel (afférent et ascendant). Il regroupe, d'un autre côté, les fibres motrices primaires des muscles (efférent et descendant).
Il permet d'interagir avec le monde extérieur en participant à l'équilibre et la motricité. Pour cela l'innervation somatique commande le tonus et la contraction des muscles du squelette.

## Système nerveux autonome
Le système nerveux autonome ou végétatif dirige les fonctions organiques internes, comme la nutrition et l'homéostasie. Il ne gère pas les mécanismes volontaires (qu'ils soient réfléchis,ou exécutés par habitude("à moitié réfléchi")) et se distingue ainsi du système somatique qui concerne les relations du corps avec le monde extérieur.
Il innerve essentiellement les organes internes. Les neurones sensoriels de ce système transportent les informations des fonctions viscérales au système nerveux central. Ses moto-neurones innervent les parties motrices des viscères, qui sont pour la plupart constituées de muscles lisses à une exception près, le muscle cardiaque.
Il comprend trois sous-systèmes :
- le système nerveux orthosympathique (relations d’alerte) ;
- le système nerveux parasympathique (conditions normales) ;
- le système nerveux entérique (système digestif).

## Développement
Le système nerveux périphérique se forme durant le développement embryonnaire à partir des cellules de la crête neurale. À l'inverse, le système nerveux central se forme à partir du tube neural. Ce sont donc deux populations d'origines distinctes. Les cellules pluripotentes de la crête neurale migrent et forment -entre autres- les différentes cellules des structures du système nerveux périphérique :
- neurones regroupés en divers ganglions ;
- cellule de Schwann autour des axones ;
- cellule des capsules frontières aux racines des nerfs ;
- cellule satellite, cellules gliales présentes dans les ganglions rachidiens.

## Neurotransmetteurs
Les deux principaux neurotransmetteurs du système nerveux périphérique sont l'acétylcholine et la noradrénaline. Cependant, différents autres neurotransmetteurs (les NANC) sont également utilisés :
- non-peptidiques :
  - ATP,
  - GABA,
  - dopamine,
  - NO ;
- peptidiques :
  - neuropeptide Y,
  - VIP,
  - GnRH,
  - Substance P,
  - CGRP.